# Hanna Meyer-Moses
Hanna Karoline Meyer-Moses (geb. 30. September 1927 in Karlsruhe; gest. 25. Februar 2024 in Wohlen AG) war eine jüdische Zeitzeugin der Judenverfolgung.

## Leben
Hanna Meyer-Moses wurde 1927 als Tochter des Rechtsanwalts Nathan Moses (* 1886 in Kirchen/Lörrach; gestorben in Marseille 1944) und seiner Frau Betty Moses, geborene Dreifuss (1889–1944), geboren. Bis 1931 lebte die Familie in Durlach, anschließend in Karlsruhe.
Am 22. Oktober 1940 wurde Hanna Moses im Rahmen der Wagner-Bürckel-Aktion mit ihrer Familie und etwa 6500 weiteren Juden aus Baden, der Pfalz und dem Saarland in das Lager Gurs am Fuße der Pyrenäen deportiert. Im Februar 1941 konnten Hanna Meyer-Moses und ihre jüngere Schwester Susanne (* 1929) mit der Hilfe des OSE (Œuvre de secours aux enfants) und der Quäker in einem staatlichen Kinderheim untergebracht werden. Im Sommer 1943 gelang ihnen die Flucht in die Schweiz, wo Hanna Meyer-Moses bis heute wohnt. Ihre Mutter wurde in Auschwitz ermordet, der Vater starb im Hospital Le Dantec.
Nach dem Krieg musste die Deutsche Botschaft in Bern den staatenlosen ehemaligen deutschen Bürgern, zu denen Hanna Moses zählte, die deutsche Staatsangehörigkeit wieder antragen, woraufhin sie erklärte, sie wolle „lieber staatenlos bleiben, als je wieder Deutsche zu werden“.
Im Jahr 1963 heiratete Hanna Moses ihren Verlobten, den Kaufmann und späteren Vorsitzenden der Jüdischen Gemeinde Bremgarten Werner Meyer (1924–2015). Aus der Ehe gingen drei Kinder hervor: Rolf (Rolf Nathan; * 1963), Eva (Eva Elisabeth; * 1965) und Caroline (Caroline Ester; * 1968).
Hanna Meyer-Moses berichtete in Vorträgen von ihren Erlebnissen. Im Jahr 2009 veröffentlichte sie mit der Erzählung Reise in die Vergangenheit ihre Lebensgeschichte.
Ein ihr im August 1992 „… in Würdigung ihrer Verdienste um die Verständigung zwischen Juden und Deutschen“ angebotenes Bundesverdienstkreuz lehnte sie ab mit der Begründung, sie könne nicht, „auf einem Berg von Gebeinen und Asche stehend, einen deutschen Orden entgegennehmen“.

## Werke
- Herrenalber Protokolle 81: Soviel der Einzelne tragen kann. Mit Beiträgen von u. a. Hanna Meyer-Moses, Evangelische Akademie Baden, 1991, ISBN 978-3-89674-082-3
- Reise in die Vergangenheit: Eine Überlebende des Lagers Gurs erinnert sich an die Verfolgung während der NS-Diktatur.[6]  Verlag Regionalkultur, Ubstadt-Weiher 2009, ISBN 978-3-89735-560-6.